# Chaetostoma anomalum
Chaetostoma anomalum är en fiskart som beskrevs av Regan, 1903. Chaetostoma anomalum ingår i släktet Chaetostoma och familjen Loricariidae. Inga underarter finns listade i Catalogue of Life.